# Frankie Micallef
Frankie Micallef (3 settembre 1945) è un ex calciatore maltese, di ruolo attaccante.

## Carriera

### Nazionale
Ha collezionato otto presenze con la propria Nazionale.